# Beulbar-Ilmsdorf-Gerega
Beulbar-Ilmsdorf-Gerega è un comune di 998 abitanti della Turingia, in Germania.
Appartiene al circondario (Landkreis) del Saale-Holzland-Kreis (targa SHK) ed è amministrato dal comune amministratore (Erfüllende Gemeinde) di Bürgel.